# 同胞の敵
『同胞の敵』（Ennemis intérieurs）は、セリム・アザシ監督によるフランスの短編ドラマ映画である。第89回アカデミー賞で短編実写映画賞にノミネートされた。日本では2017年6月にショートショート フィルムフェスティバル&アジアで上映された。

## キャスト
- Hassam Ghancy
- Najib Oudghiri
- Stéphane Perrichon
- Nasser Azazi
- Amine Brossier
- Farès Azazi

## 受賞とノミネート
| 賞           | 部門           | 候補           | 結果       |
| ------------ | -------------- | -------------- | ---------- |
| アカデミー賞 | 短編実写映画賞 | セリム・アザシ | ノミネート |